# Barocker Altarraum der Kathedrale Notre-Dame in Paris

Jacques-Louis David & Georges Rouget: Kaiserkrönung Napoleons I. am 2. Dezember 1804, 1805–1807

Der barocke Altarraum der Kathedrale Notre-Dame in Paris aus rot-weißen Marmor-Bögen auf Pfeilern, mit einem aufwändigen Marmor-Fußboden und reichem Skulpturen-Schmuck entstand zwischen 1708 und 1714 auf Weisung von König Ludwigs XIV. unter Leitung des Architekten Robert de Cotte. Während der französischen Revolution verloren Pfeiler und Bögen ihren Dekor aus vergoldeten Blei-Reliefs. Bronze- und Marmor-Statuen wurden teils zerstört, teils ausgelagert. In entsprechend schlichter Gestalt diente der Altarraum danach als Kulisse unter anderem für die Kaiserkrönung von Napoleon Bonaparte und Joséphine de Beauharnais am 2. Dezember 1804 oder die Taufe des „Grafen von Paris“ (Comte de Paris) am 2. Mai 1841.
Die Ummantelung der mittelalterlichen Kalkstein-Bögen aus rotem und weißem Marmor wurde dann ab 1858 durch Eugène Viollet-le-Duc bei der Restaurierung des Innenraums von Notre-Dame vollständig entfernt. Erhalten sind vom barocken Altarraum Teile des Marmor-Fußbodens, sechs Bronze-Plastiken und drei Marmor-Skulpturen.

## Vorgeschichte

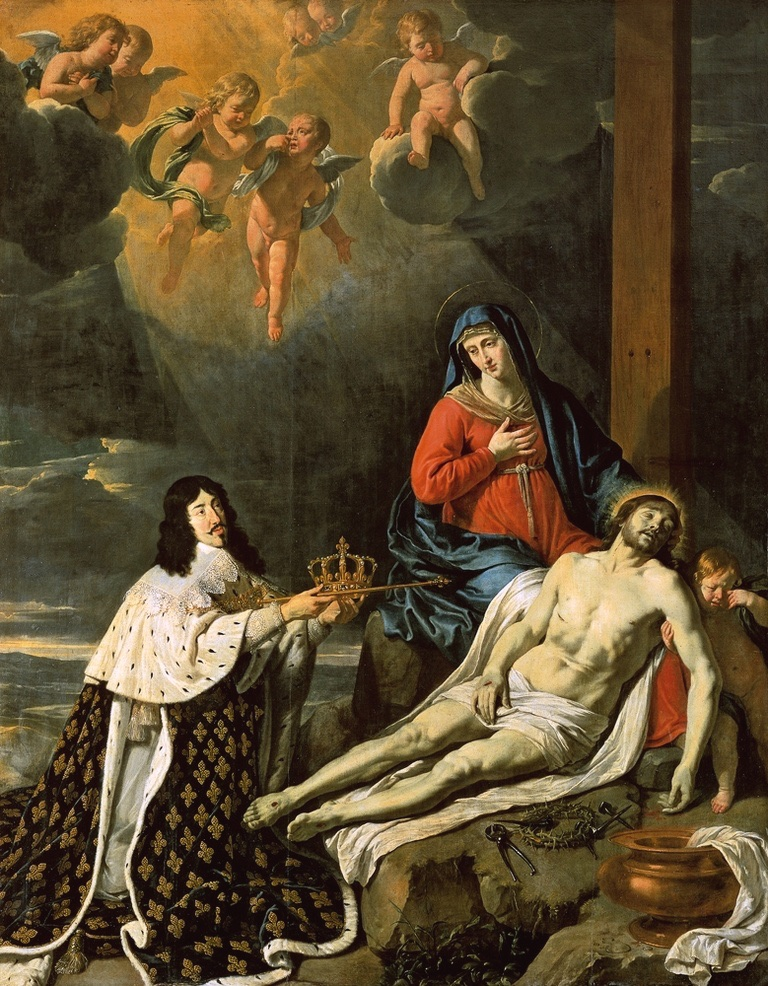
Philippe de Champaigne: Das Gelöbnis von König Ludwig XIII.(Le vœu de Louis XIII) 1638

Am 10. Februar 1638 stellte König Ludwig XIII. mit der „Erklärung von Saint-Germain-en Laye“ (Declaration de Saint-Germain-en Laye) das Königreich Frankreich unter den Schutz der Maria, die am Fuße des Kreuzes um ihren verstorbenen Sohn trauert (Pietà). Als Dank für die erhoffte Fürsprache gelobte Ludwig XIII. unter anderem die Errichtung eines neuen Hochaltars in der Kathedrale Notre-Dame in Paris. Dieser Altar sollte Maria mit dem vom Kreuz abgenommenen Jesus zeigen. Außerdem sollte Ludwig XIII. dargestellt sein, wie er Maria sein Königreich darbietet, symbolisiert durch Krone und Zepter.
Dieses Gelöbnis (vœu) erfüllte der 1643 verstorbene König in den letzten fünf Jahren seiner Regierung nicht mehr. Zwar erneuerte König Ludwig XIV. am 25. März 1650 während der Regentschaft seiner Mutter das Versprechen seines Vaters. Doch es dauerte 48 Jahre, bis 1698 konkrete Planungen begannen, die letztlich auch zur Einlösung des Gelöbnisses führten. Frühere Planungen des Jahres 1685 waren wieder verworfen worden. Treibende Kraft hinter dem dann schließlich realisierten Projekt war der Erzbischof von Paris, Louis-Antoine de Noailles (Erzbischof seit 1695), unterstützt von Françoise d’Aubigné, Marquise de Maintenon.

## Planung

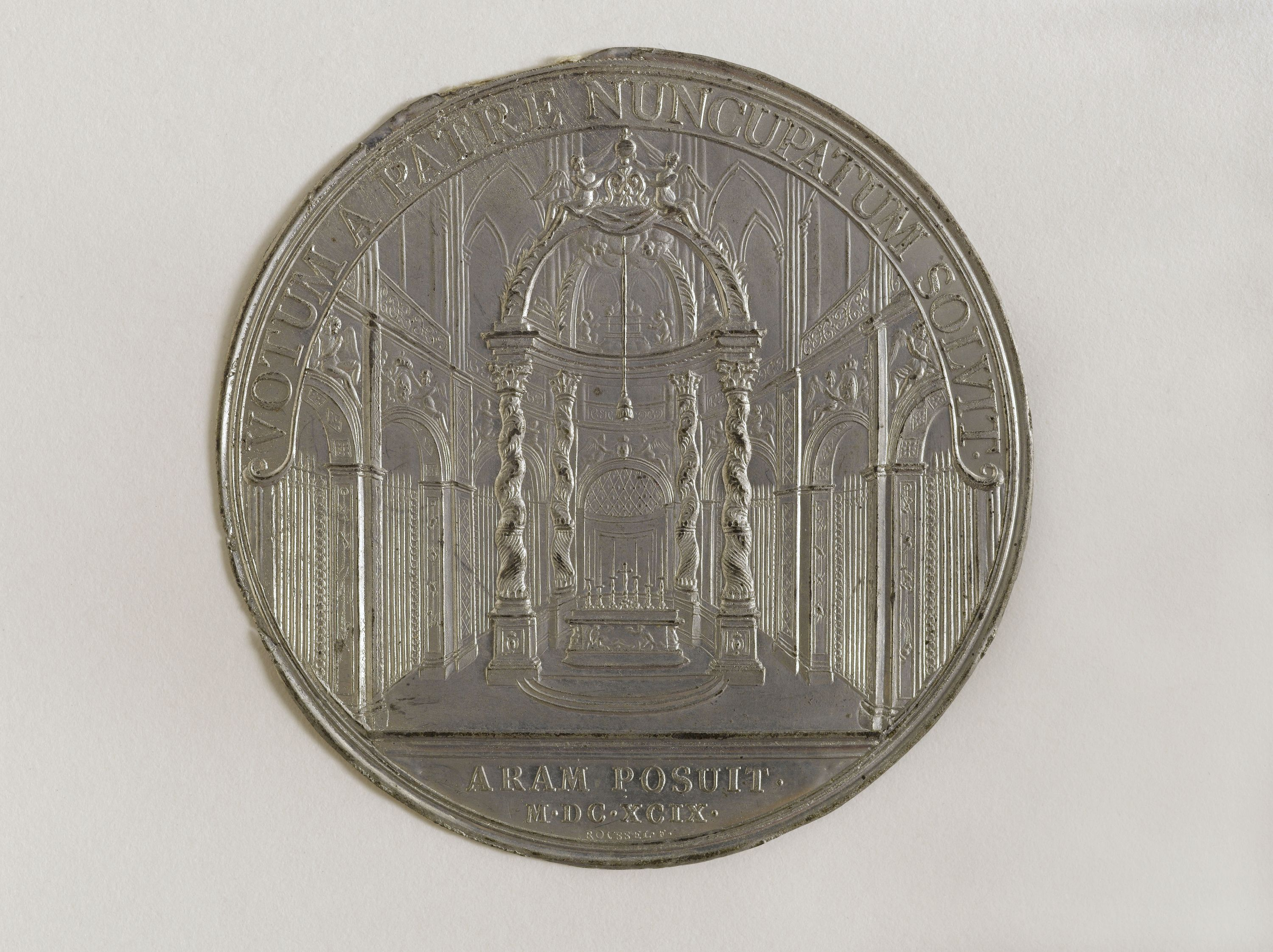
Jérôme Roussel: Projekt des Hauptaltars nach Entwurf von Jules Hardouin-Mansart, Medaille 1699

Am 19. März 1699 genehmigte König Ludwig XIV. einen Entwurf von Jules Hardouin-Mansart für einen neuen Hochaltar und die Umgestaltung des Altarraums. Geplant war ein Baldachin-Ziborium aus Bronze nach dem Vorbild von Gian Lorenzo Bernini im Petersdom in Rom. Hochaltäre dieser Form finden sich in der Kirche Notre-Dame du Val-de-Grâce und im Invalidendom.
Beim Baldachin-Ziborium in Notre-Dame sollten vier spiralförmig gedrehte Säulen auf hohen Podesten vier Bronze-Bügel tragen. Das Baldachin-Ziborium sollte frei im Altarraum stehen. Dessen mittelalterliche Kalkstein-Bögen auf Säulen im Erdgeschoss und die Wand-Zone darüber sind bei dem Entwurf in Rundbögen auf Pfeilern mit Pfeiler-Vorlagen („Lisenen“) umgestaltet. Diese Lisenen setzen sich in der Wand-Zone über den Bogenöffnungen fort. Die mittlere Bogenöffnung des Altarraums ist mit einer Nische geschlossen, die Halbkuppel bzw. Kalotte zeigt ein Rautenmuster. Als Relief-Schmuck lagern über den Rundbögen paarweise Engel, an den Pfeilern sind Trophäen geplant. Der Altarraum ist durch Gitter in den Bogenöffnungen vom umgebenden Chorumgang abgeschlossen. Eine Pietà in Form einer Skulptur oder eines Gemäldes zeigt der Entwurf nicht.
Nach Abbruch des alten Hochaltars und aller Elemente des Altarraums einschließlich der alten Gitter erfolgte am 7. Dezember 1699 die feierliche Grundsteinlegung durch den Pariser Erzbischof Louis-Antoine de Noailles im Beisein des Domkapitels. Der Grundstein enthielt unter anderem eine Goldmedaille von Jérôme Roussel mit einer Darstellung des Entwurfs.
Am 19. Juni 1700 wurden Modelle im Maßstab 1:1 aus Holz, Gips und eventuell auch Papiermaché vom Altar und von der Verkleidung der Bogenöffnungen des Altarraums der Öffentlichkeit präsentiert. Am 20. Mai 1701 besuchte König Ludwig XIV. Notre Dame und begutachtete diese Modelle. Der König fand den Platz des Baldachin-Ziboriums im Altarraum nicht passend. Er wünschte eine Verlegung in die Vierung. Das Baldachin-Ziborium wurde dann nach längeren Diskussionen letztlich verworfen, das Modell im Altarraum im September 1703 abgerissen. Die Gestaltung der Erdgeschoss-Bögen des Altarraums entsprach aber bereits seit 1699 der ab 1710/1711 realisierten Ausführung. Erst ab Mitte des Jahres 1709 entfernte man diese provisorische Verkleidung.
Ein Entwurf, vermutlich aus dem Jahr 1703, zeigte bereits große Ähnlichkeit mit der verwirklichten Neugestaltung. Nach weiteren fünf Jahren Stillstand verpflichtete sich dann schließlich der Kanoniker Antoine de la Porte am 7. Februar 1708 vertraglich, der königlichen Baubehörde (den Bâtiments du Roi) ab 1709 jährlich 10.000 livres als Darlehen zum Bau des neuen Hochaltars zur Verfügung zu stellen. Daraufhin befahl im August 1708 König Ludwig XIV. die Errichtung eines neuen Hochaltars und die Neugestaltung des Altarraumes. Außerdem wurde auch der Kapitel-Chor sowie der Lettner neu gestaltet. Ein für den Kapitel-Chor neu angefertigtes Chorgestühl hat sich erhalten.
Nachdem Jules Hardouin-Mansart im Mai des Jahres 1708 verstorben war, lag die Realisierung der Arbeiten in der Verantwortung von Robert de Cotte (1656–1735), Nachfolger seines Schwagers als oberster königlicher Architekt (premier architecte du roi).

## Bau

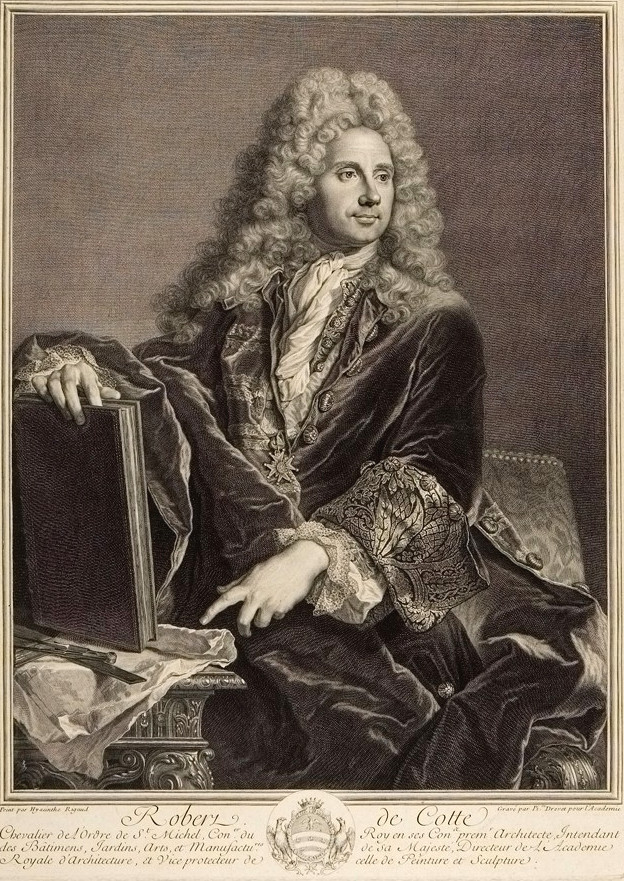
Pierre Drevet nach Hyacinthe Rigaud: Porträt von Robert de Cotte, 1713

Nach Abbruch-, Maurer- und Zimmererarbeiten in den Jahren 1709 und 1710, begann direkt anschließend 1710/1711 die Verkleidung der mittelalterlichen Kalkstein-Bögen und der Wandfläche darüber mit Marmor, sowie das Verlegen eines Marmor-Fußbodens.
Im Jahr 1711 starteten die Arbeiten an den Chorgittern. Ab 1712 begannen dann Zahlungen an Bildhauer für den Relief-Schmuck auf den Pfeiler-Vorlagen im Erdgeschoss und der Wand-Zone darüber, sowie über den Bogenöffnungen. Außerdem sind ab 1712 Vergütungen für Bronze-Plastiken und für die drei zentralen Marmor-Skulpturen belegt. Im Jahr 1713 wurde sehr wahrscheinlich ein Wachs- und Gipsmodell einer Pietà im Maßstab 1:1 im Altarraum aufgestellt.
Ein Ölgemälde von Jean Jouvenet (1644–1717), entstanden zwischen 1708 und 1710, zeigt eine Messfeier des Kanonikers de la Porte im Altarraum von Notre-Dame. Darauf ist die Marmor-Verkleidung der Bogenöffnungen noch vor Anbringung des Relief-Schmucks dargestellt.
Im April 1714 wurde die Ausstattung des Altarraumes für vollendet erklärt. Am 20. April 1714 forderte König Ludwig XIV. dazu auf, am 22. April mit einem Te Deum im Chor von Notre-Dame (Kapitel-Chor und Altarraum) den Friedensvertrag von Rastatt zu feiern. Mit diesem Friedensschluss zwischen Frankreich und Österreich endete der spanische Erbfolgekrieg (1701–1714).
Zu diesem Zeitpunkt waren die Marmor-Arbeiten an Wänden und Boden abgeschlossen, die Chorgitter waren installiert und die vergoldeten Blei-Reliefs auf den Pfeiler-Vorlagen sowie über der zentralen Altar-Nische waren angebracht.
Noch nicht abgeschlossen waren 1714 die Arbeiten an den vergoldeten Blei-Reliefs über den Bogenöffnungen, an den Bronze-Plastiken und an den Marmor-Skulpturen.
Als König Ludwig XIV. am 1. September 1715 starb, waren zwei von drei Marmor-Skulpturen und vier von acht Bronze-Plastiken vollendet. Die Aufstellung der großen Plastiken fand ihren Abschluss im März 1725, mit der Platzierung der Marmor-Gruppe der Pietà. Als letztes Element wurde 1752 das Antependium des Hochaltars als vergoldetes Bronze-Relief fertiggestellt und ersetzte ein Gemälde, das bis dahin provisorisch angebracht gewesen war. Ebenfalls in den 1750er Jahren erfolgten auf Kosten von König Ludwig XV. Reparatur-Arbeiten am Fußboden und an Balustraden sowie eine Neuvergoldung.

## Architektur

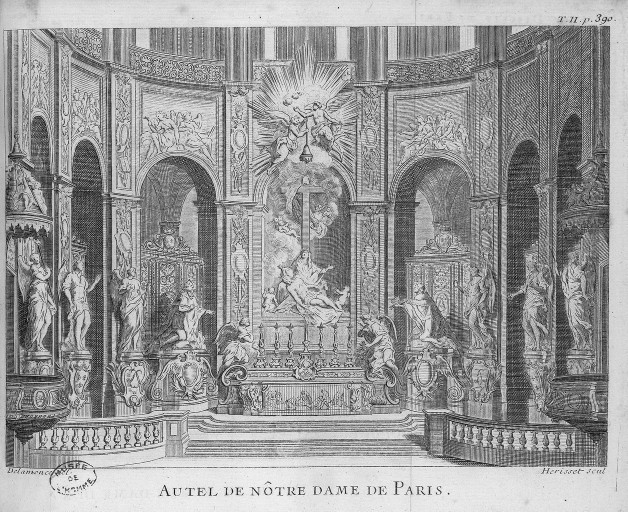
Jean-Baptiste Scotin: Ansicht des Altarraums, Kupferstich vor 1725

Die Marmor-Verkleidung der Bögen und der Wand darüber bestand aus einem Rahmengerüst aus weißem, grau geädertem Marmor, mit Flächenfüllungen aus rotem „Languedoc-Marmor“, über einer Sockelzone aus dem gleichen roten „Marmor“. Der Fußboden war mit Natursteinen in verschiedenen Farbtönen belegt. In einem Grund aus rotem „Languedoc-Marmor“ verschiedener Nuancierungen gab es neben größeren Flächen aus grünem „Marbre de Campan“ in weißen und schwarzen Rahmen auch aufwändige Naturstein-Intarsien-Flächen: mit dem königlichen Wappen, der königlichen Lilie, dem „L“-Monogramm Ludwigs XIV. sowie mit Gitter- und Rankenornamenten. Teile des reichen „Marmor“-Fußbodens sind erhalten.

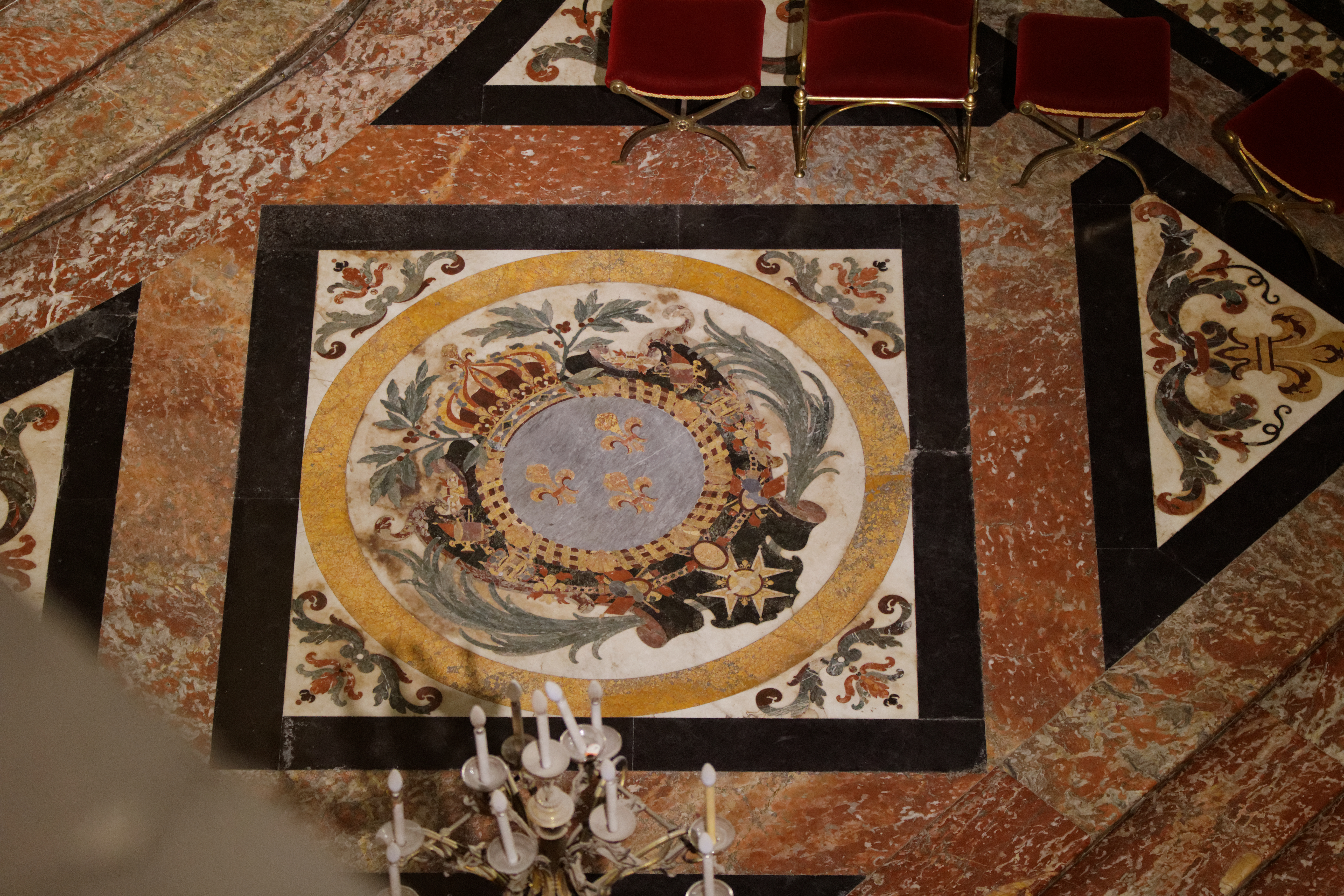
Natursteinbelag des Fußbodens, 14. Februar 2013

Eingerahmt von sieben Rundbögen, war der Altarraum über den Kapitel-Chor um vier Treppenstufen erhöht und zusätzlich durch seitliche Balustraden abgetrennt. Er war in der Tiefe und Höhe in drei Ebenen gestaffelt, zur rückwärtigen Altar-Nische hin ansteigend. Es gab zwei Altäre: einen freistehenden Hochaltar und den rückwärtigen, erhöhten „Feiertags“-Altar (l'Autel de Féries) mit einer Marmor-Gruppe der „Pietà“ in einer Nische.
Der freistehende Hochaltar aus ägyptischem Marmor, Porphyr und vergoldeter Bronze war um drei Treppenstufen erhöht. Weitere fünf Treppenstufen führten hinauf zum Altar mit der Pietà.

## Skulptur

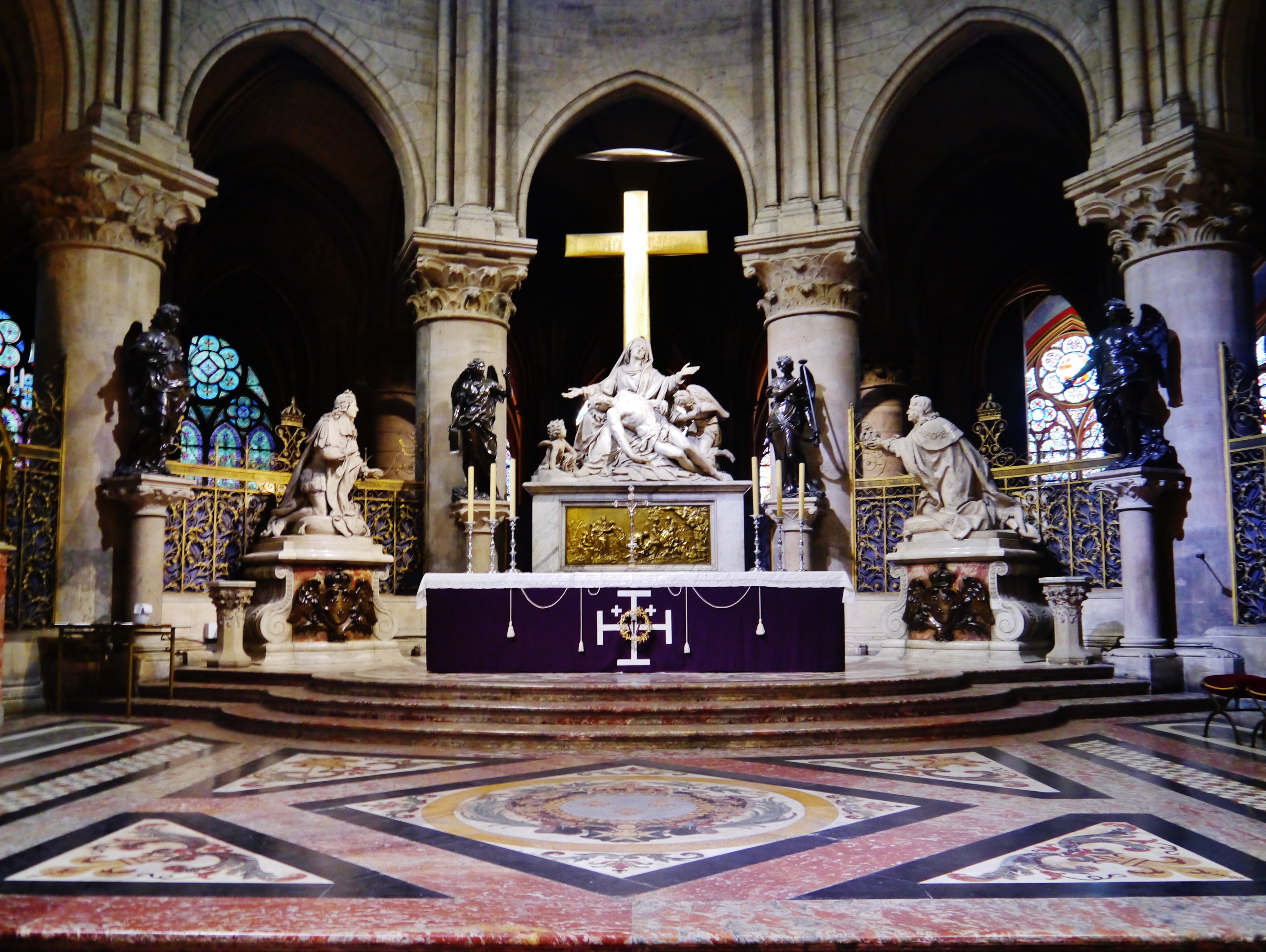
Altarraum, 4. April 2017

Neben der schon mehrfach genannten Marmor-Gruppe einer Pietà schmückten lebensgroße Marmor-Skulpturen der beiden Könige Ludwig XIII. und Ludwig XIV. sowie sechs Bronze-Plastiken in Form von Engeln mit den „Arma Christi“ den Altarraum. Vergoldete Bronze-Plastiken in Form zweier weiterer Engel befanden sich am Hauptaltar. Die Pfeiler-Vorlagen und die Marmor-Flächen über den Bogenöffnungen waren außerdem mit vergoldeten Blei-Reliefs in Form von Trophäen und Engelsfiguren reich geschmückt.
Der Hochaltar nach Entwurf von François-Antoine Vassé (1681–1736) bestand aus der Altarmensa und einer erhöhten Leuchter-Bank, seitlich eingefasst durch große Piedestale in Form gegenläufiger „C“-Schwünge, bekrönt durch jugendliche, kniende, betende Engel aus vergoldeter Bronze. Sie wurden 1720 am Hochaltar montiert. Das vergoldete Bronze-Relief des Antependiums mit einer Darstellung der Grablege Christi wurde schließlich 1752 vom Sohn Louis-Claude Vassé (1717–1772) nach Entwurf des Vaters gegossen. Der Hochaltar nebst Antependium und betenden Engeln wurde während der französischen Revolution zerstört.
Ein Antependium von François Girardon (1628–1715), ebenfalls in Form eines vergoldeten Bronze-Reliefs mit einer Darstellung der Grablegung Christi, kam 1802 aus der Grabkapelle von François Michel Le Tellier de Louvois in der Kirche des Kapuzinerinnen-Klosters am Place Vendôme (Couvent des Capucines), anstelle des zerstörten Antependiums von François-Antoine Vassé in die Kathedrale Notre-Dame. Es schmückte erst einen 1803 nach Entwürfen von Jacques-Guillaume Legrand errichteten Altar. Seit den Arbeiten von Eugène Viollet-le-Duc ab 1858 schmückt das Antependium Girardons die Vorderseite des breiten Marmor-Sockels der Pietà.
Nach Entwürfen von François-Antoine Vassé entstand auch der ornamentale Relief-Schmuck der Pfeiler-Vorlagen in Form von „Trophäen“ in zwei Serien als vergoldete Blei-Reliefs. Die Trophäen im Erdgeschoss zeigten in zentralen Kartuschen Szenen der Passion Christi und im Gehänge neben liturgischen Gerätschaften auch Hinweise auf die jeweilige Passions-Station. Auf den Lisenen der Wand über den Bogenöffnungen zeigten die zentralen Kartuschen der Trophäen aus Blumengirlanden, liturgischen Geräten und Marien-Symbolen jeweils einen Hinweis auf einen Namen Mariens aus der Lauretanischen Litanei, wie z. B. „rosa mystica“.

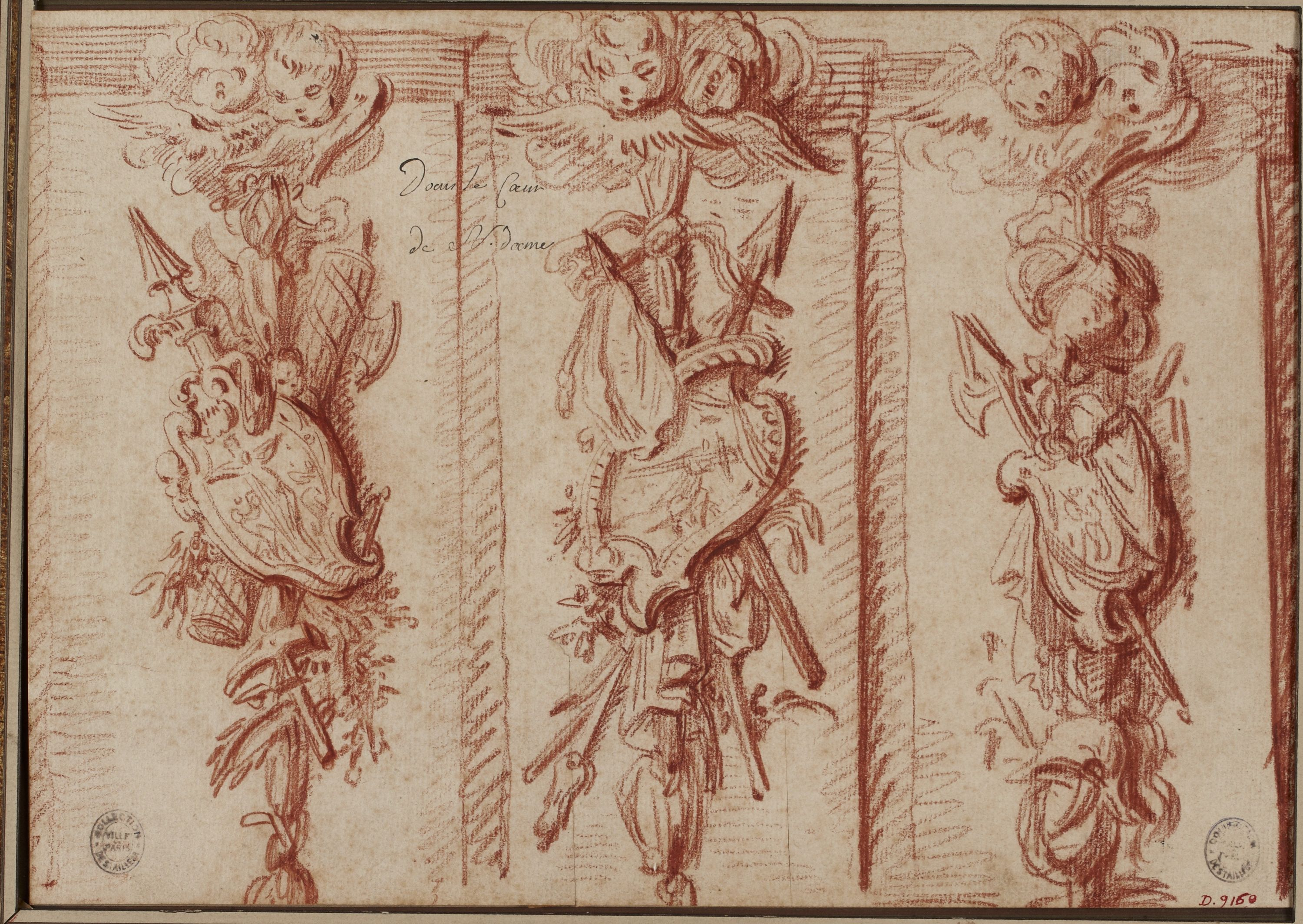
François-Antoine Vassé: Entwurf für Trophäen in Form vergoldeter Bleireliefs, vor 1712

Die mit der Ausführung der vergoldeten Blei-Reliefs betrauten Bildhauer waren: Jean-Melchior Raon, Jacques Rousseau, Jean Lapierre, François-Benoît Massou, René Gérard, Lelong, Jean Voiriot, Thomas Germain, Loisel und Philibert Vigier.
Die Marmor-Flächen über den Bogenöffnungen waren zudem mit weiteren vergoldeten Blei-Reliefs geschmückt: Marien-Tugenden in Form von jugendlichen Engeln, die paarweise über den Bogenöffnungen lagerten. Dargestellt waren:
- Unschuld / Demut (Innocence / Humilité), ausgeführt von Pierre Lepautre
- Mäßigkeit / Bedachtsamkeit (Tempérance / Prudence), ausgeführt von René Fremin
- Barmherzigkeit / Ausdauer (Charité / Perséverance), ausgeführt von Jean Baptiste Poultier
- Glaube / Hoffnung (Foi / Esperance), ausgeführt von Jean-Louis Lemoyne
- Gerechtigkeit / Kraft (Justice / Force), ausgeführt von Philippe Bertrand
- Jungfräulichkeit / Reinheit (Virginité / Pureté), ausgeführt von Jean Baptiste Thierry

Eine vergoldete Gloriole über der zentralen Altarnische, ebenfalls in Form eines Blei-Reliefs, schufen die Brüder Nicolas Coustou (1658–1733) und Guillaume Coustou (1677–1748).
Alle diese genannten vergoldeten Blei-Reliefs wurden im Verlauf der französischen Revolution abmontiert und zerstört. Eine neue, stark vereinfachte Gloriole wurde in der ersten Hälfte des 19. Jahrhunderts, nach 1804, über der zentralen Altarnische neu angebracht.
Erhalten sind hingegen sechs, schwarz patinierte Bronzefiguren in Form stehender, jugendlicher Engel mit Passions-Werkzeugen bzw. den „Arma Christi“:
- Engel mit der Dornenkrone – Corneille Van Clève (1645–1732)
- Engel mit dem Rohr – Corneille Van Clève (1645–1732)
- Engel mit der Lanze – Anselme Flamen (1647–1717)
- Engel mit dem Schwamm – Simon Hurtrelle (1648–1724)
- Engel mit der Kreuzes-Inschrift – Philippe Magnier (1647–1715)
- Engel mit den Nägeln – Claude Poirier (1656–1729)

Ebenfalls erhalten sind die Marmor-Gruppe der Pietà von Nicolas Coustou (1658–1733), die Marmor-Skulptur, König Ludwig XIII. darstellend, von Guillaume Coustou (1677–1748) und die Marmor-Skulptur, König Ludwig XIV. abbildend, von Antoine Coysevox (1640–1720).

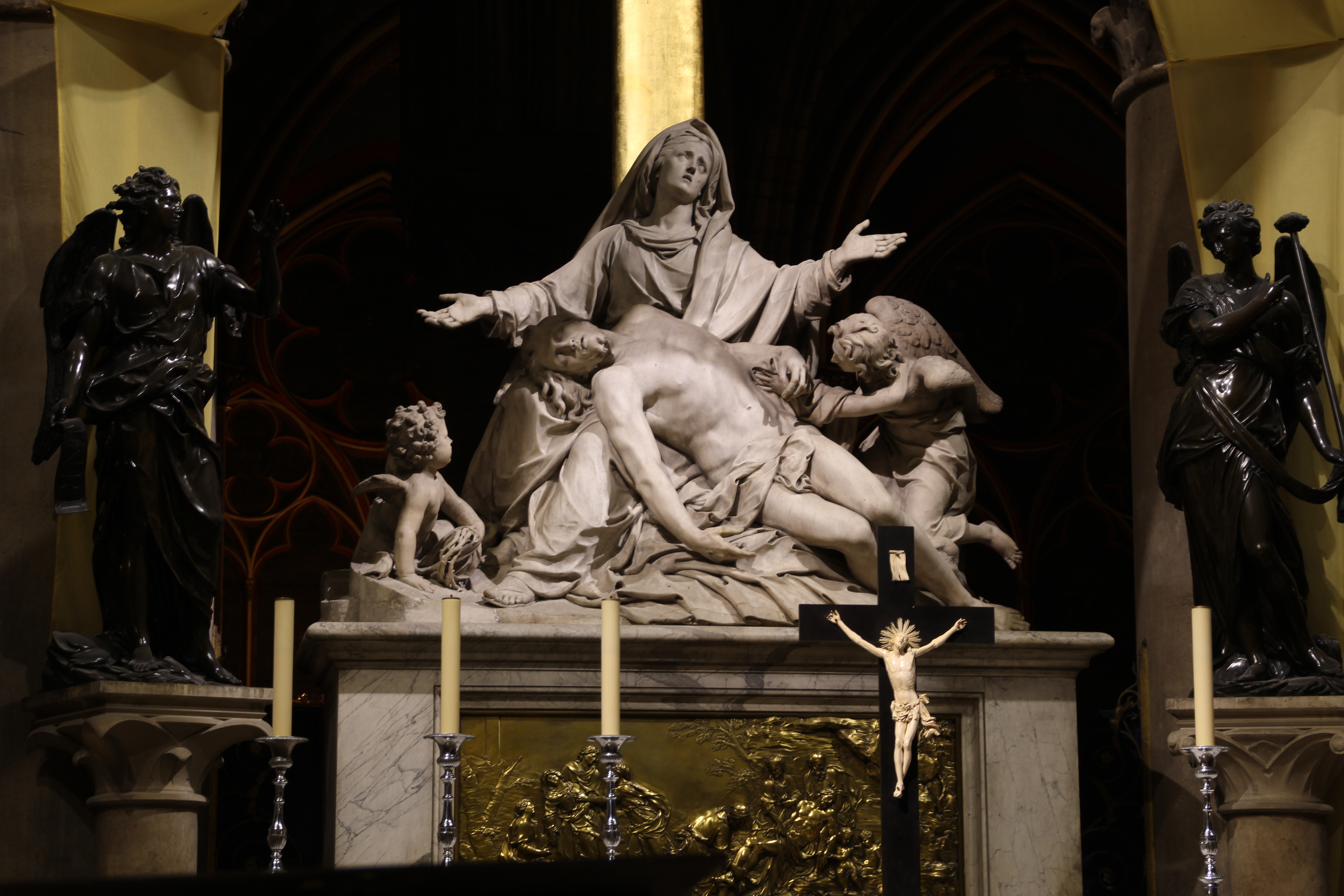
Nicolas Coustou: Pietà, Marmor, 1723 (Foto vom 14. Februar 2013)

Die 1725 im Altarraum aufgestellte Pietà ist eine Gruppe aus vier Figuren: Maria, Jesus Christus und zwei Engeln. Eine jugendliche Maria sitzt mit ausgebreiteten Armen und zum Himmel erhobenen, weinendem Gesicht auf dem Golgatha-Felsen. Sie hat den Oberkörper ihres Sohnes Jesus Christus auf ihrem Schoss und wird flankiert von einem jugendlichen und einem kindlichen Engel. Maria trägt ein Kleid aus weichem Stoff, Schleier und Mantel bedecken ihr Haupt. Ihr Schmerz und ihre Trauer stehen in starkem Kontrast zur ruhigen Figur des toten Jesus Christus.
Die Figur befand sich ursprünglich in einer Nische über dem „Feiertags-“ Altar (l'Autel de Féries). Über der Figurengruppe erhob sich ehemals ein Marmor-Kreuz mit einem (scheinbar) herabwehenden Tuch. Das Kreuz reichte bis zum Bogenscheitel der Nische hinauf. Darüber befand sich die vergoldete Gloriole der Gebrüder Coustou. Das Marmor-Kreuz ist nicht erhalten.
Verschiedenen Bildquellen des 18. und vom Beginn des 19. Jahrhunderts zeigen zudem unabhängig voneinander übereinstimmend, dass das Tuch unter dem toten Jesus Christus ehemals rechts über den vorderen Rand der Figurengruppe nach unten „herab hing“ und Bereiche unterhalb der Nische teilweise verdeckte.

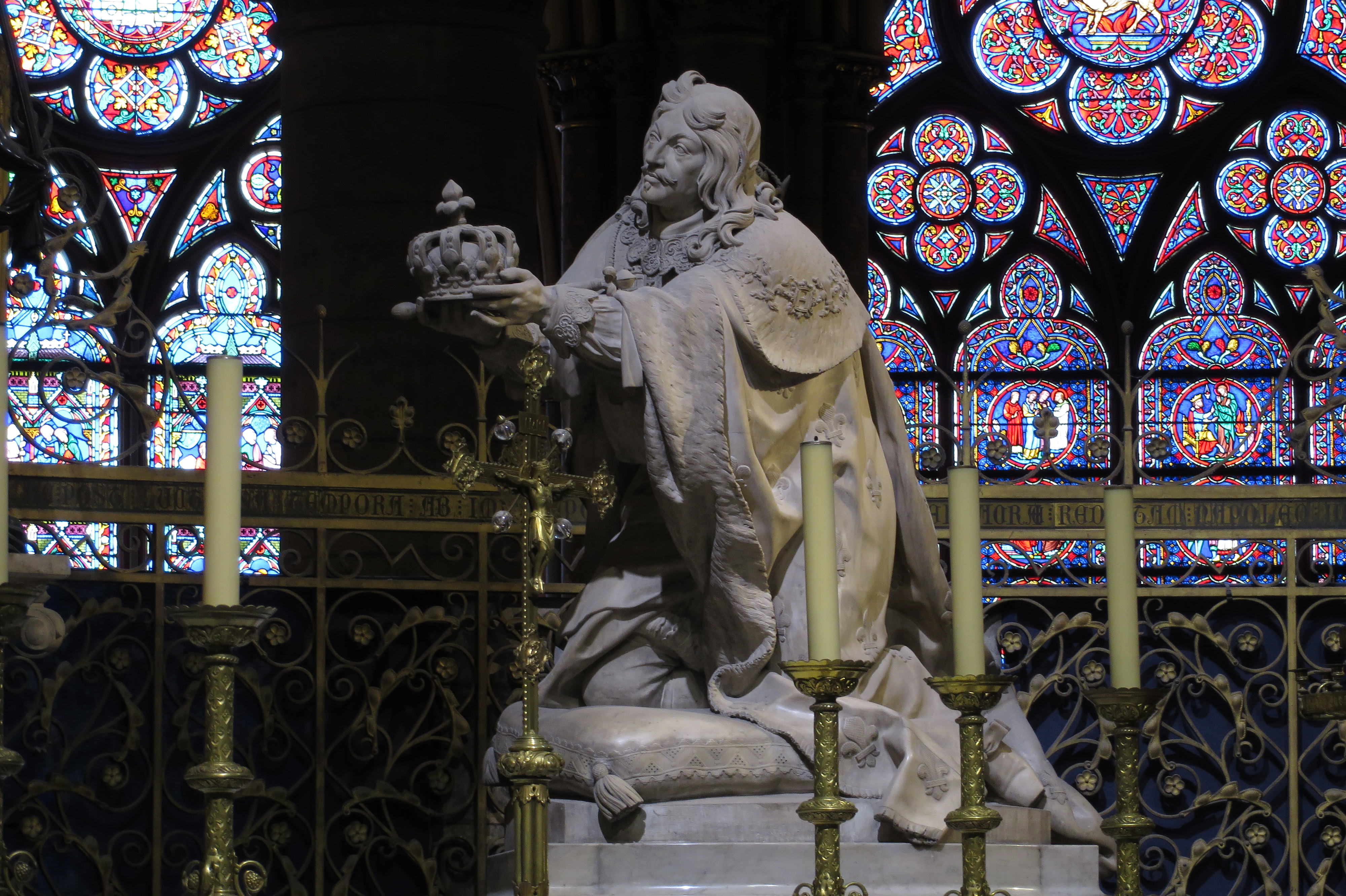
Guillaume Coustou: König Ludwig XIII., Marmor, 1715 (Foto vom 5. August 2013)

Rechts von der Pietà sieht man auf einem Marmor-Sockel die Figur König Ludwigs XIII., dargestellt im Alter von 30 bis 40 Jahren, mit langem, in der Mitte gescheiteltem Haar und Knebelbart. Der König kniet auf einem großen Kissen und beugt sich weit nach vorne. Mit ausgestreckten Armen bietet er Maria das Königreich Frankreich dar, symbolisiert durch Krone und Szepter. Ludwig XIII. trägt den mit königlichen Lilien bestickten und mit Hermelin gefütterten Krönungsmantel über dem Zeremonial-Gewand des Heilig-Geist-Ritter-Ordens. Mit dieser Kombination folgte Guillaume Coustou dem Typus des gemalten Porträts Ludwigs XIV. von Hyacinthe Rigaud von 1701.
Links von der Pietà befindet sich auf einem Marmor-Sockel die Figur König Ludwigs XIV. mit fülliger Allonge-Perücke. Auch Ludwig XIV. kniet auf einem großen Kissen, beugt sich aber nur leicht vor. Die rechte Hand ist auf die Brust gelegt, die linke Hand ist geöffnet in Richtung der Pietà ausgestreckt. Er ist wie sein Vater mit dem Krönungsmantel sowie dem Zeremonial-Gewand des Heilig-Geist-Ritter-Ordens bekleidet. Seine Haltung ist zurückhaltend, höfisch elegant und selbstbewusst.
Diese Skulptur fand nicht das Gefallen von Ludwigs Urenkel und Nachfolger, König Ludwig XV. Der Bildhauer Edme Bouchardon wurde zu Beginn der 1730er Jahre mit einer neuen Statue beauftragt, deren Modell 1733 fertig gestellt war. Die Ausführung in Marmor unterblieb allerdings, das Gipsmodell und ein Ton-Bozzetto haben sich nicht erhalten.

## Gestaltung

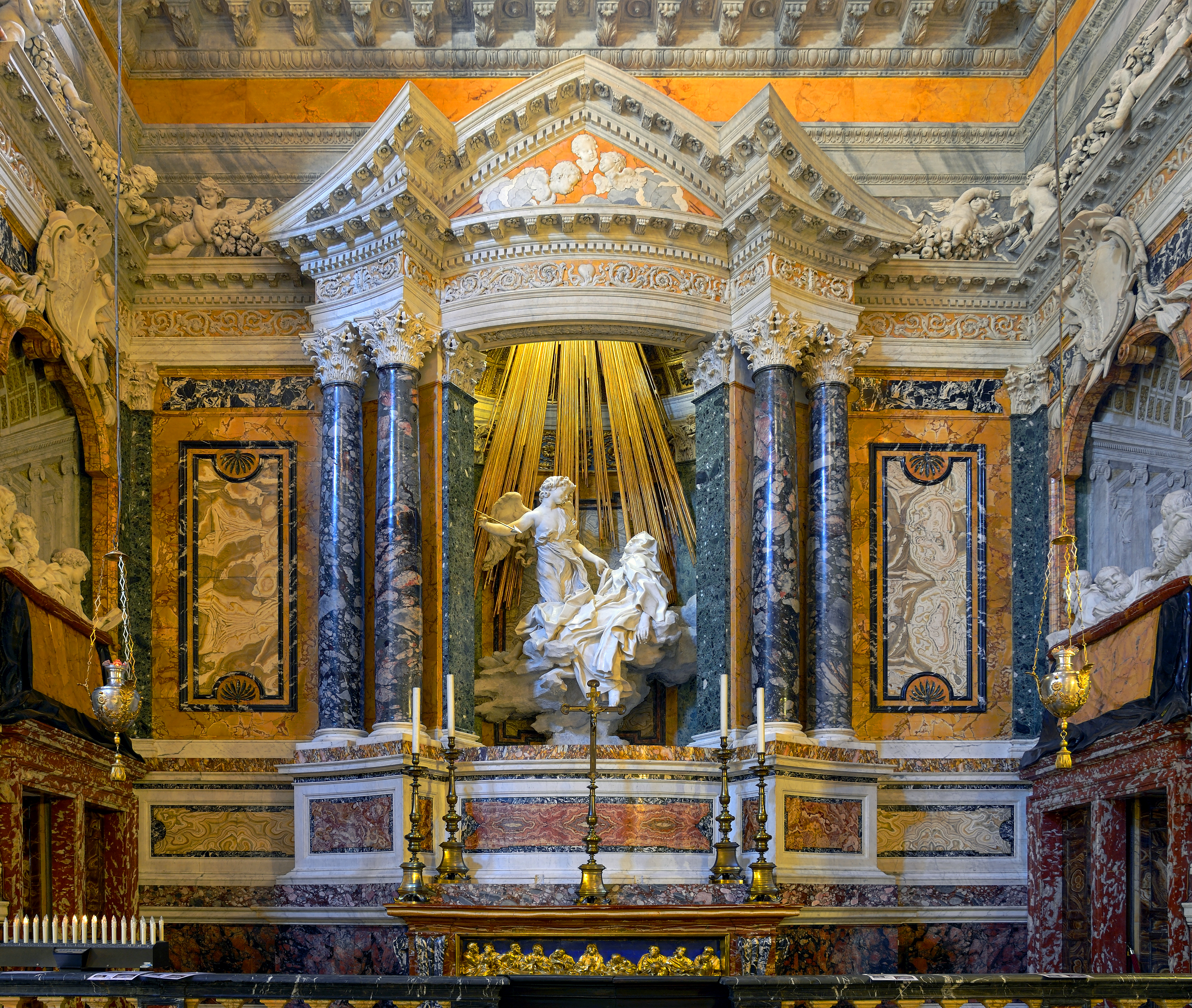
Cornaro-Kapelle in Santa Maria della Vittoria, Rom

Der Altarraum mit seinem Dekor aus farbigen Dekorationsgesteinen, vergoldeten Reliefs, weißen Marmor-Skulpturen und Bronze-Plastiken übertraf in seinem Reichtum an Materialien und Schmuck-Elementen sowohl die Schlosskapelle von Versailles als auch den „Invalidendom“, die beiden anderen großen Sakralbau-Projekte der Herrschaftszeit Ludwig XIV.
Der Altarraum stand in der Tradition hochbarocker Werke von Gian Lorenzo Bernini in Rom. Die Gloriole über der Altar-Nische geht ebenso auf Gian Lorenzo Bernini zurück wie die Engel mit den „Arma Christi“. Die Kombination der Marmorfigur der nach oben blickenden Maria mit der goldenen Strahlen-Glorie über ihr findet sich ähnlich am Altar von Berninis Cornaro-Kapelle (1652) in der Kirche Santa Maria della Vittoria mit den Marmorfiguren der hlg. Theresa und eines Engels. Auch „Handlungsbeziehungen“ bzw. „Blickkontakte“ von Skulpturen über eine größere räumliche Distanz hinweg, ausgerichtet auf das Geschehen am Hauptaltar, finden sich in beiden Sakral-Räumen: in Notre-Dame mit den beiden knienden Königen in den flankierenden Bogenöffnungen zu Seiten der Altar-Nische, in der Cornaro-Kapelle mit prominenten Mitgliedern der Stifterfamilie an den Seitenwänden, jeweils in Form von Marmor-Skulpturen.
Ein Vorläufer des barocken Altarraumes von Notre-Dame de Paris findet sich in Frankreich in einem Profan-Raum: in der zwischen 1678 und 1684 errichteten Spiegelgalerie im Schloss von Versailles mit den beiden flankierenden Salons des Krieges und des Friedens.

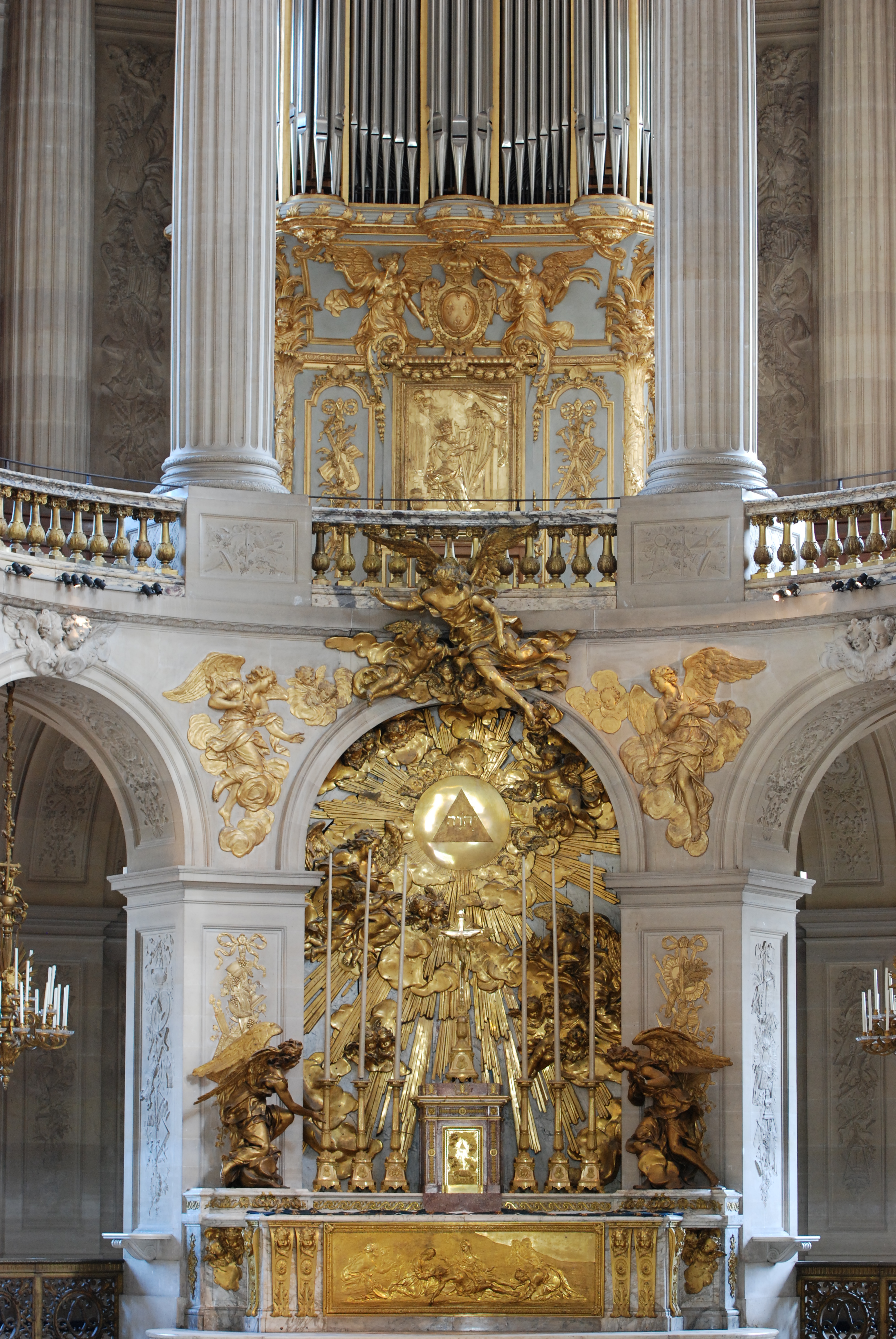
Hochaltar der Schlosskapelle in Versailles, vergoldete Bronze-Plastiken von Corneille Van Clève

Die Verbindung eines Hochaltars in Form einer Altar-Mensa mit zwei flankierenden Bronze-Engeln und des Feiertags-Altars in der Nische der zentralen Bogenöffnung in Notre-Dame zeigt außerdem große Ähnlichkeit mit dem Hochaltar der Schlosskapelle von Versailles. Der Hochaltar von Versailles, bestehend aus einer Altar-Mensa mit ebenfalls zwei flankierenden Engeln vor einer verschlossenen Bogenöffnung, war in Notre-Dame gleichsam auf zwei Altäre verteilt, in Höhe und Tiefe räumlich gestaffelt. In beiden Sakral-Räumen wurde auf ein raumgreifendes Baldachin-Ziborium verzichtet.
Der Hochaltar der Schlosskapelle in Versailles mit vergoldeten Bronze-Plastiken von Corneille Van Clève, mit vergoldeten Trophäen an den flankierenden Bogenpfeilern sowie mit Engeln auf der Wand-Zone darüber, vermittelt zudem – zusammen mit der Spiegelgalerie nebst den angrenzenden Salons – einen gewissen Eindruck des in Notre-Dame ehemals reichen Dekors von hoher kunsthandwerklicher und künstlerischer Qualität.

## Nachfolge

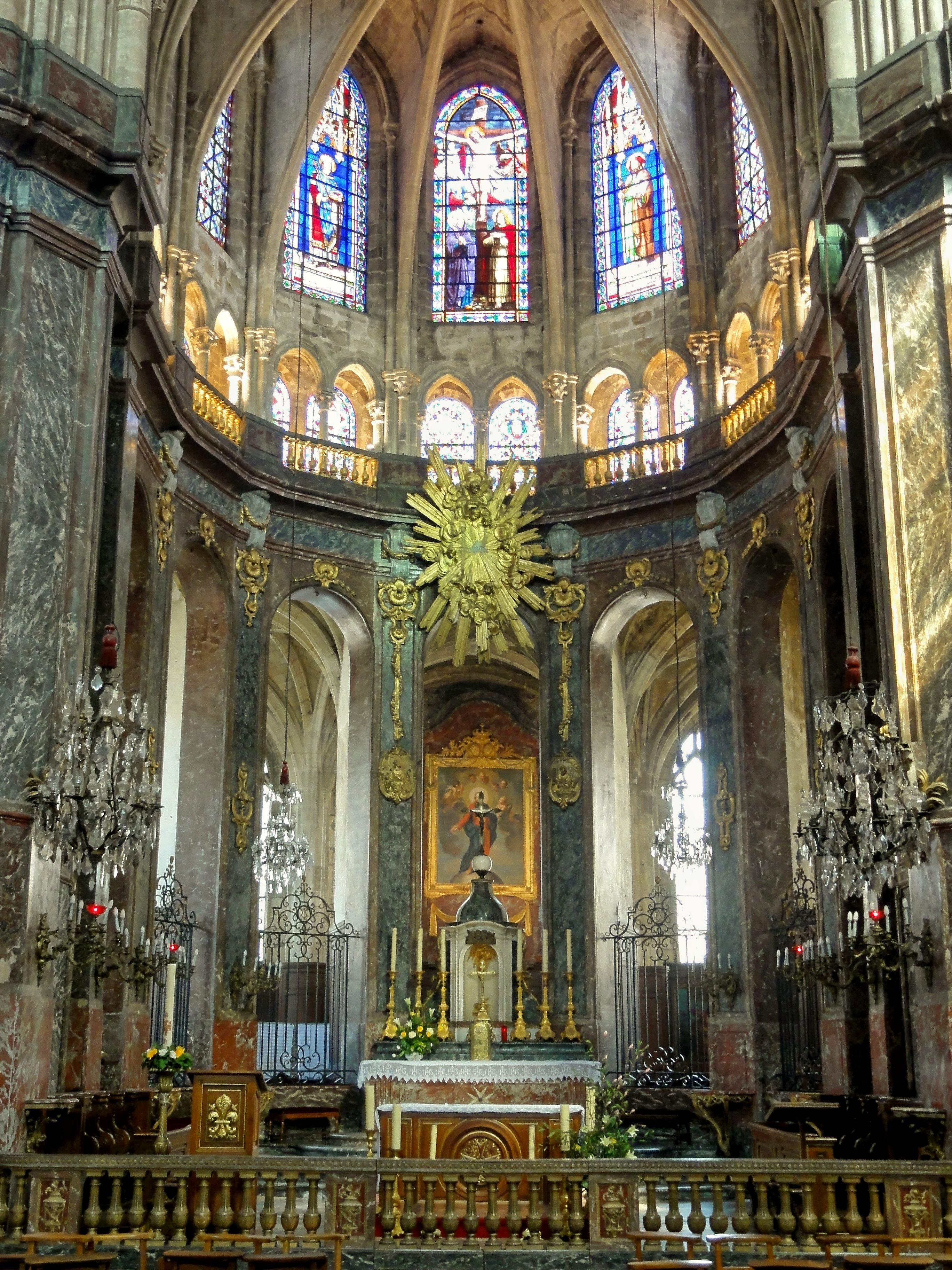
Altarraum der Pfarrkirche Saint-Jacques in Compiègne

Ein Beispiel eines mittelalterlichen Altarraumes, der im 18. Jahrhundert in der Nachfolge von Notre-Dame auf königliche Anweisung umgestaltet wurde, hat sich in der Pfarrkirche Sankt Jakob (Saint-Jaques) in Compiègne in unmittelbarer Nähe zum Schloss erhalten. Die Pfarrkirche wurde seit den 1750er Jahren während sommerlicher Aufenthalte der königlichen Familie und des Hofes im Schloss von Compiègne regelmäßig für den Besuch von Gottesdiensten genutzt.
Sehr viel bescheidener in Umfang und Aufwand als in Notre-Dame de Paris wurden in Compiègne die Bögen des Altarraums mit finanzieller Unterstützung von König Ludwig XV. ab 1773 ebenfalls mit Marmor verkleidet und mit aufgelegtem Relief-Dekor (vergoldetes Holz) geschmückt.
Die dunkle Verkleidung in Form von Rundbögen auf Pfeilern aus einem rot-marmornen Rahmenwerk mit schwarz-grauen Marmor-Füllungen und sparsamen, goldenen Ornament-Akzenten, bildet einen Stil-Kontrast zur umgebenden gotischen Architektur wie ähnlich ehemals auch beim barocken Altarraum von Notre-Dame de Paris.